# MTG (企業)
株式会社MTG（エムティージー、英：MTG CO.,LTD）は、愛知県名古屋市中村区本陣通に本社を置く美容機器と健康家電のメーカーである。

## 概要
『MDNA SKIN』は、マドンナと共同開発した世界唯一のスキンケアブランドとして、2014年2月に世界に先駆けて日本から販売開始。2017年9月には、アメリカの『バーニーズ・ニューヨーク』でも取り扱いがスタートした。
『SIXPAD』は、2014年7月からクリスティアーノ・ロナウド選手と共同プロジェクトを開始し、2015年7月に販売開始されたトレーニング・ギアブランド。京都大学の森谷敏夫名誉教授の40年以上にわたるEMS研究の結果とロナウド選手のトレーニングメソッドを融合させた。
『Kirala』は、2017年4月、ブランドパートナーに浅田真央を迎えたウォーターサーバーブランド。
2018年7月10日、 東京証券取引所マザーズ市場へ上場。

## 沿革
- 1996年（平成8年）
  - 1月 - 株式会社エムティージーブレイズを設立[8]。中古車販売事業を開始[8]。
- 1998年（平成10年）
  - 5月 - メーカーとして初の自社製品を発売[8]。
- 1999年（平成11年）
  - 8月 - 社名を株式会社エムティージーに変更[8]。
- 2002年（平成14年）
  - 4月 - グループ会社として株式会社ブレイズを設立[8]。
- 2003年（平成15年）
  - 11月 - MTG HIKARIビルに本社を移転[8]。
- 2004年（平成16年）
  - 12月 - 宅水便のキララサービスを開始[8]。
- 2005年（平成17年）
  - 3月 - 「キララ」愛・地球博に出展[8]。
  - 9月 - 社名を株式会社MTGに変更[8]。
- 2006年（平成18年）
  - 9月 - キララ事業工場を開設[8]。
  - 12月 - 抗菌製品技術協議会認定のSIAAマークを取得[8]。
- 2009年（平成21年）
  - 2月 - 新たな美容価値を追求する「ReFa」を発売[8]。化粧品製造販売業許可を取得[8]。
  - 7月 - HACCPを取得[8]。
- 2010年（平成22年）
  - 2月 - 第52回グラミー賞ギフトラウンジに「ReFa」が公式採用[8]。
  - 3月 - 第82回アカデミー賞プレミアムイベントに「ReFa」が公式採用[8]。
  - 8月 - 研究開発センターを開設[8]。
- 2011年（平成23年）
  - 2月 - 第53回グラミー賞ギフトラウンジに公式採用[8]。第83回アカデミー賞ギフトラウンジに公式採用[8]。
  - 7月 - 上海復旦大学事務所を開設[8]。
  - 12月 - グループ会社として株式会社TWELVEを設立[8]。
- 2012年（平成24年）
  - 2月 - 第54回グラミー賞ギフトラウンジに公式採用[8]。第84回アカデミー賞ギフトラウンジに公式採用[8]。
  - 9月 - 東京支社を開設[8]。
  - 10月 - グループ会社としてMTG（SHENZHEN）TRADING CO.,LTDを設立[8]。
- 2013年（平成25年）
  - 2月 - 第55回グラミー賞ギフトラウンジのメインスポンサーに公式採用[8]。
  - 3月 - 第85回アカデミー賞ギフトラウンジに公式採用[8]。
  - 4月 - 本社を研究開発センターに移転[8]。
  - 5月 - 滋賀研究開発事務所を開設[8]。東京営業所を開設[8]。グループ会社としてMTG TAIWAN CO.,LTDを設立[8]。
  - 6月 - グループ会社としてMTG（SHANGHAI）TRADING CO.,LTDを設立[8]。
  - 8月 - 株式会社M＆Live（現MTGプロフェッショナル）をグループ会社として取得[8]。
- 2014年（平成26年）
  - 1月 - 第56回グラミー賞ギフトラウンジのメインスポンサーに公式採用。MTG AI研究所を設立[8]。
  - 2月 - マドンナとの共同開発ブランド「MDNA  SKIN」を発売[8]。
  - 4月 - 平成26年度「知財功労賞」において経済産業大臣賞を受賞[8]。グループ会社としてMTG PACIFIC PTE.LTD.を設立[8]。
  - 7月 - クリスティアーノ・ロナウド選手との共同プロジェクトを開始[8]。
  - 12月 - 福岡営業所と大阪営業所を開設[8]。
- 2015年（平成27年）
  - 1月 - 第57回グラミー賞ギフトラウンジのメインスポンサーに公式採用[8]。
  - 7月 - クリスティアーノ・ロナウド選手との共同開発ブランド「SIXPAD」を発売[8]。
- 2016年（平成28年）
  - 5月 - アリババグループとのパートナーシップを強化[8]。
  - 6月 - MTGカスタマーサービスセンターを開設[8]。
  - 10月 - 「ReFa」と株式会社資生堂「ベネフィーク」が共同でエステ機器を開発[8]。
  - 11月 - キララ富士山工場を開設[8]。
- 2017年（平成29年）
  - 2月 - 第59回グラミー賞ギフトラウンジのメインスポンサーに公式採用[8]。
  - 3月 - グループ会社としてMTG USA, INC.を設立[8]。
  - 4月 - コーポレートロゴを変更[8]。ブランドパートナーに浅田真央を迎え、「Kirala」サービスを開始[8]。MTGとして初のIoT商品を「SIXPAD」から発売[8]。
  - 8月 - 「ReFa」と株式会社富士フイルムが共同でコラーゲンドリンクを開発[8]。グループ会社としてMTG KOREA CO., LTDを設立[8]。
  - 9月 - 東京R&Dセンター・福岡営業所・R&Dセンターを開設[8]。グローバルブランド事業統合本部を開設[8]。
  - 10月 - 本社新社屋建設予定地6,600坪の取得をリリース[8]。
- 2018年（平成30年）
  - 1月 - 第60回グラミー賞ギフトラウンジのメインスポンサーに公式採用。MTG AI研究所を設立[8]。
  - 2月 - グループ会社としてMTG UK CO. LTD.を設立[8]。
  - 3月 - グループ会社としてMTG EUROPE B.V.を設立[8]。
  - 6月 - グループ会社としてMTG FRANCE SASを設立[8]。
  - 7月 - 東京証券取引所マザーズ市場へ上場[7]。
  - 7月 - 近未来型EMSトレーニング・ジム「SIXPAD STATION」事業を開始[9]。
  - 10月 - グループ会社として株式会社MTG Venturesを設立。
  - 11月 - グループ会社として五島の椿株式会社を設立。
- 2019年（平成31年）
  - 2月 - 第61回グラミー賞ギフトラウンジのメインスポンサーに公式採用。
  - 5月 - 不適切な会計処理があったとして四半期報告書発表を延期。
  - 6月 - 新たな疑義が出たとして四半期報告書の報告を再度延期。
  - 7月 - 四半期報告書を発表。3月に発表した四半期報告書を大幅に下方修正し、57億円の経常赤字とした。
  - 12月 - SIXPADがみうらじゅん賞を受賞。
- 2020年（令和2年）
  - 1月 - ウォーターサーバー事業からの撤退と「Kirala」サービスを、株式会社萬楽庵に譲渡を発表。[10]。
  - 2月 - グループ会社として株式会社EVERINGを設立。
  - 5月 - マスクに特化したブランド「With Mask」を開始。
  - 7月 - 新ブランド「ON&DO」を開始。
  - 10月 - 先進のEMSオンラインジム「SIXPAD HOME GYM」を開始。
- 2021年（令和3年）
  - 4月 - O2Oサロンプラットフォームサービス『B happy（ビ・ハッピー）』を開始。
- 2022年（令和4年）
  - 4月 - 新ブランド「MEGLY」を開始。
- 2027年（令和9年）
  - 1月 - 名古屋市熱田区に建設中の「本社・研究開発センター」（新本社）が竣工予定[11]。熱田神宮周辺の賑わいを創出する「熱田外苑プロジェクト」に新本社を通じて参画するとし、敷地内の一般に開放される広場に面したエリアには飲食店などが併設される[12][11]。社屋の設計および監修は建築家の隈研吾が担当する[11]。

## 本社・事業所
- 本社・研究開発センター
  - 愛知県名古屋市中村区本陣通4丁目13番 MTG　第2HIKARIビル[1]
- 名古屋営業本部
  - 愛知県名古屋市中村区本陣通2丁目32番 MTG　HIKARIビル[1]
- 東京支社
  - 東京都港区港南1丁目8番15号 Wビル20F[1]
- 大阪営業所
  - 大阪府大阪市淀川区西中島7丁目4番17号 新大阪上野東洋ビル6F[1]

## グループ企業
- 株式会社EVERING
- 株式会社ブレイズ
- 五島の椿株式会社
- 株式会社MTGプロフェッショナル
- 株式会社MTG Ventures
- 株式会社M’sエージェンシー
- 株式会社MTG FORMAVITA
- McLEAR LIMITED
- MTG（SHANGHAI）TRADING CO.,LTD
- MTG（SHENZHEN）TRADING CO.,LTD
- MTG PACIFIC PTE. LTD.
- MTG TAIWAN CO.,LTD
- MTG KOREA CO.,LTD
- MTG USA, INC.
- MTG EUROPE B.V.

## 展開ブランド
- ReFa
- SIXPAD
- NEWPEACE
- ON&DO
- MDNA SKIN
- MEGLY
- 五島の椿
- With Mask
- e-3X
- Style
- DO KIREI
- INBEAUTE
- TAIKANSTREAM
- CAXA UP
- Obleu
- LIPLU
- PAO

## 外部サイト
- MTG
- MTGオンラインショップ
- ReFa
- MDNA SKIN
- SIXPAD
- Kirala